# Буланая совка
Буланая совка, или пустынная совка (лат. Otus brucei), — вид хищных птиц семейства совиных.

## Описание

### Внешний вид
Общая длина птицы — от 18 до 22 см; масса — 90—130 г, длина крыла — 145—170 мм, размах крыльев — 54—64 см.
Миниатюрная сова с маленькими перьевыми «ушками», практически незаметными, когда птица распушена. Самки тяжелее самцов по меньшей мере на 15 г. Существует две цветовых вариации: светлая с преобладающим бледно-жёлтым оттенком, и коричнево-серая, с маленькими плотными тёмными пятнами в верхней части тела. На темени отчётливо видны яркие чёрные штрихи. Верхняя часть тела часто охристо-желтого цвета, с тонкими, но заметными тёмными штрихами. На плечах совки — по ряду бледных белесых перьев, обрамлённых чёрным по внешнему краю; маховые 1-го порядка и хвостовые перья — в тёмно-светлую полоску. Нижняя часть тела светло-серая либо охристо-жёлтая с тёмными пестринами, довольно тусклыми в светлой вариации. Светлый лицевой диск обрамлён тонким чёрным воротом. Глаза светло-жёлтые, клюв тёмно-серый. Ноги оперены до самого основания серо-бурых пальцев с чёрно-коричневыми когтями.

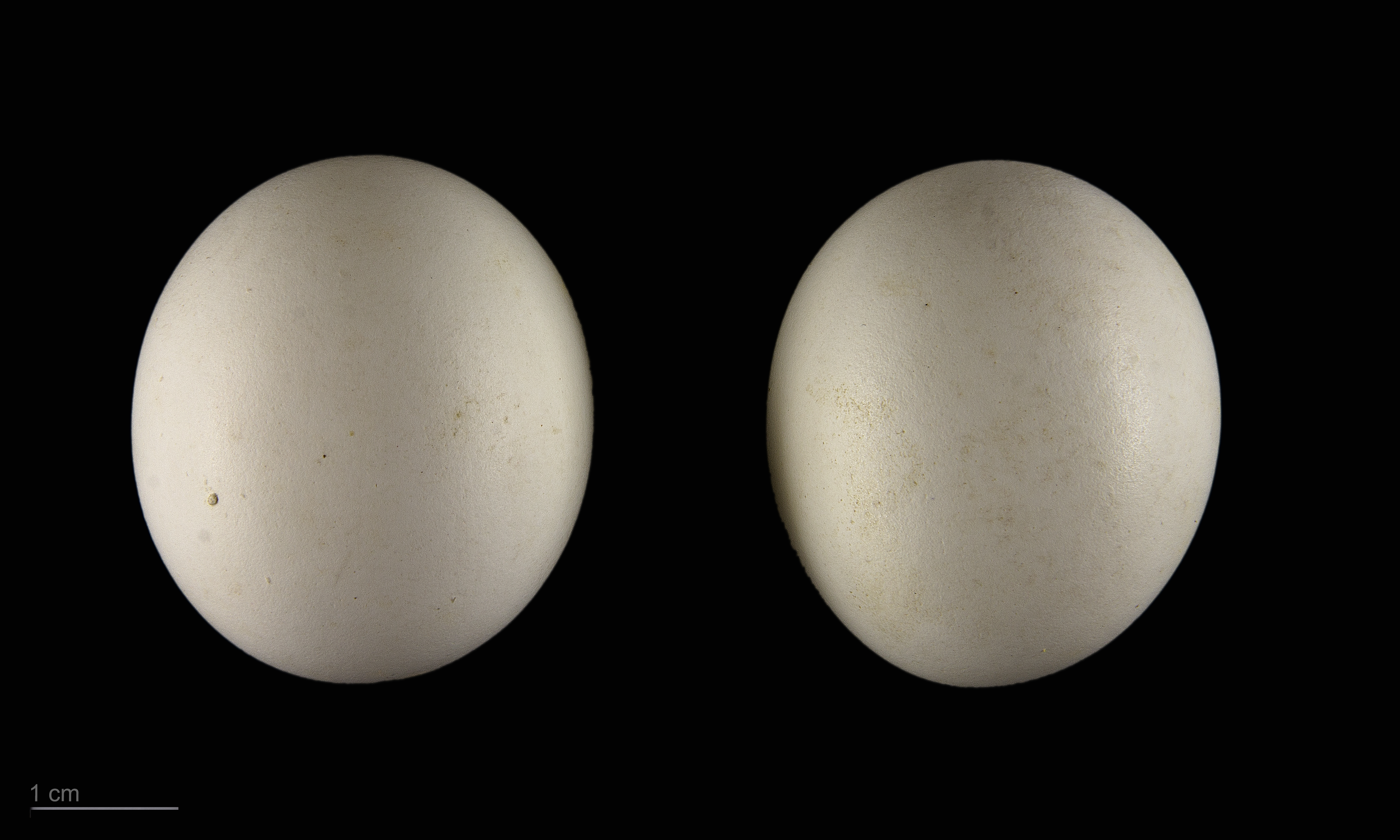
Кладка Otus brucei — Тулузский музей

Буланая совка, по-видимому, становится половозрелой в конце первого года жизни. Сезон размножения начинается в феврале в южных районах и продолжается до мая. Кладка состоит из 4-5 (2-6) яиц; обычно они откладываются в старых дуплах дятлов, или в естественных полудуплах, а также в нишах скал, иногда даже под карнизами жилых домов. Изредка в качестве места гнездования буланые совки выбирают гнезда сороки. Инкубация занимает примерно 27 дней, а молодые оперяются и вылетают из гнезда через 30 дней.
Вылупившийся птенец покрыт белым пухом. Через две недели пух сменяется на пуховое перо — мезоптиль. Появляются перья, как у взрослых, «ушки» на голове становятся заметными. На третьей неделе формируется лицевой диск, в окрасе проявляются поперечные полосы, пух держится только на спине, груди и животе.

### Голос
Издаёт довольно тихое, мягкое, похожее на голубиное кух-кух-кух-кух, повторяемое длинной чередой, до 67 звуков в минуту с интервалом между звуками в половину секунды. Крик очень похож на голос голубя клинтуха.

## Питание
Охотится главным образом на ночных насекомых, иногда рацион дополняется мелкими птицами, млекопитающими и рептилиями. Ловит добычу прямо в воздухе, либо с ветвей деревьев.

## Распространение

### Ареал
Распространена от юго-востока Турции и северо-востока Египта до юго-востока Аравии, и от Аральского моря до северо-запада Индии. Популяции обширны, однако птицы страдают от широкого использования пестицидов, применяемых во многих странах.

### Места обитания
Предпочитает жить в лиственничных лесах и возле рек, но может повстречаться в засушливых каменистых оврагах, поросших кустарником, а также охотно навещает населённые пункты и сады.

## Классификация
Выделяют четыре подвида:
| Подвид                                 | Распространение                                                               | Окраска                 |
| -------------------------------------- | ----------------------------------------------------------------------------- | ----------------------- |
| O. b. brucei (Hume, 1872)              | От Аральского моря до Киргизстана и Таджикистана                              | Номинативный подвид     |
| O. b. obsoletus (Cabanis, 1875)        | От южной Турции и северной Сирии до Узбекистана и севера Пакистана            | Ближе к тёмно-жёлтому   |
| O. b. semenowi (Zarudny & Härms, 1902) | От юга Таджикистана до запада Китая, северный Пакистан и восточный Афганистан | Глубокий охристо-жёлтый |
| O. b. exiguus Mukherjee, 1958          | От Израиля и южного Ирака к западному Пакистану и северо-восточной Аравии     | Светло-песочный         |